# فرشته‌های نیکوتر (فیلم)
فرشته‌های نیکوتر (انگلیسی: The Better Angels) فیلمی آمریکایی در سبک مهیج و زندگی‌نامه‌ای است که در سال ۲۰۱۴ منتشر شد. از بازیگران آن می‌توان به بریت مارلینگ، دیانه کروگر، جیسون کلارک و وس بنتلی اشاره کرد.

## موضوع فیلم
فیلم دوران کودکی بسیار سخت آبراهام لینکلن را در ایندیانا به تصویر می‌کشد. یک تراژدی که تاثیر آن برای همیشه در او ماند.